# Canton de Villebois-Lavalette
Le canton de Villebois-Lavalette est une ancienne division administrative française, située dans le département de la Charente et la région Nouvelle-Aquitaine.
Ce canton, situé dans la partie méridionale de l'arrondissement d'Angoulême, en bordure du département de la Dordogne, était le deuxième plus étendu du département de la Charente.

## Composition
- Blanzaguet-Saint-Cybard
- Charmant
- Chavenat
- Combiers
- Dignac
- Édon
- Fouquebrune
- Gardes-le-Pontaroux
- Gurat
- Juillaguet
- Magnac-Lavalette-Villars
- Ronsenac
- Rougnac
- Sers
- Torsac
- Vaux-Lavalette
- Villebois-Lavalette

## Administration

### conseillers généraux de 1833 à 2015
| Période | Période      | Identité                                | Étiquette                      | Qualité |
| ------- | ------------ | --------------------------------------- | ------------------------------ | --- |
| 1833    | 1841 (décès) | Jean-Baptiste Desbordes (1771-1841)     |                                | Juge de paix du canton de Lavalette                                                                                      |
| 1842    | 1848         | Alexis Gellibert des Seguins            | Centre gauche                  | Médecin à Angoulême, maire de Ronsenac Juge de paix du canton de Lavalette, député (1827-1834)                           |
| 1848    | 1879 (décès) | Louis Robuste de Laubarière (1805-1879) | Droite                         | Ancien notaire, juge de paix du canton de Villebois-Lavalette                                                            |
| 1879    | 1884 (décès) | Edmond Laroche-Joubert                  | Appel au peuple (Bonapartiste) | Industriel Député (1868-1870 et 1876-1884) Conseiller municipal d'Angoulême                                              |
| 1884    | 1901         | Étienne Gellibert des Seguins           | Bonapartiste                   | Maire de Ronsenac Député (1888-1889 et 1893-1898)                                                                        |
| 1901    | 1917 (décès) | Pierre Vergnaud                         | Républicain                    | Négociant, propriétaire à Lavalette, conseiller d'arrondissement                                                         |
| 1917    | 1919         | siège vacant                            |                                | |
| 1919    | 1940         | Albert Mothe (1874-1950)                | Rad.                           | Propriétaire-exploitant Maire de Rougnac                                                                                 |
|         |              |                                         |                                | |
| 1945    | 1949         | Louis Lacaton                           | Rad.                           | Cultivateur Vice-Président de la Chambre de Commerce et d'Industrie, Dignac                                              |
| 1949    | 1961         | René Chaignaud                          | RPF puis RS puis DVD           | Maire de Fouquebrune |
| 1961    | 1998         | Pierre Fougère                          | DVD puis UDF-Rad.              | Médecin Maire de Villebois-Lavalette (1961-1998) Président de la Communauté de Communes d'Horte et Lavalette (1993-2001) |
| 1998    | 2004         | Pierre Sallée                           | DL                             | Pharmacien Premier adjoint au Maire de Villebois-Lavalette (1997-2001)                                                   |
| 2004    | 2011         | Jean-Claude Rambaud                     | PS                             | Enseignant Conseiller municipal de Dignac depuis 2008                                                                    |
| 2011    | 2015         | Didier Jobit                            | UDI                            | Pompier professionnel Maire de Magnac-Lavalette-Villars depuis 2001 Elu en 2015 dans le Canton de Tude-et-Lavalette      |

### Conseillers d'arrondissement (de 1833 à 1940)
| Période | Période          | Identité                                      | Étiquette          | Qualité |
| ------- | ---------------- | --------------------------------------------- | ------------------ | --- |
| 1833    | 1847 (décès)     | Jean Boussiron                                |                    | Notaire à Lavalette                                                                                         |
| 1848    | 1861             | Jacques Aimé Debect (1812-1875)               |                    | Propriétaire à Villars                                                                                      |
| 1861    |                  | François David Marcelin Boussiron (1824-1874) |                    | Notaire à Villebois-Lavalette                                                                               |
|         |                  |                                               |                    | |
| 1871    | 1884 (démission) | Alexandre Debect (1842-1933)                  | Républicain        | Procureur de la République à Melle (Deux-Sèvres) puis à La Rochelle, propriétaire à Dignac                  |
| 1884    | 1886             | Marcel Bourdin                                | Conservateur       | Avocat au barreau d'Angoulême                                                                               |
| 1886    | 1898             | Léopold Debect (1844-1921)                    | Républicain modéré | Propriétaire-agriculteur, maire de Magnac-Lavalette, suppléant du juge de paix                              |
| 1898    | 1901             | Pierre Vergnaud                               | Républicain        | Négociant, propriétaire à Lavalette                                                                         |
| 1901    | 1919             | Jules Chaumette                               | Républicain        | Conseiller municipal de Lavalette                                                                           |
| 1919    | 1934             | Roger Rouchaud                                | RG                 | Agriculteur, maire de Villebois-Lavalette                                                                   |
| 1934    | 1940             | Léonide Picard                                | Radical            | Apiculteur, maire de Torsac (1925-1945)                                                                     |
| 1940    |                  |                                               |                    | Les conseils d'arrondissement ont été suspendus par la loi du 12 octobre 1940 et n'ont jamais été réactivés |

Sources : Journal "La Charente" https://gallica.bnf.fr/ark:/12148/cb32740226x/date&rk=21459;2.

## Démographie
| 1962  | 1968  | 1975  | 1982  | 1990  | 1999  | 2006  | 2011  | 2012  |
| ----- | ----- | ----- | ----- | ----- | ----- | ----- | ----- | ----- |
| 6 404 | 6 010 | 5 912 | 6 606 | 7 295 | 7 177 | 7 448 | 7 629 | 7 608 |